# Ruth Negendanck
Ruth Negendanck (* 24. November 1937 in Schwerin) ist eine deutsche Kunsthistorikerin und Sachbuchautorin.

## Leben
Negendanck wurde in Schwerin/Mecklenburg geboren und wuchs in Hamburg auf, wo sie auch ihre Schulzeit verbrachte.
Nach dem Erststudium der Naturwissenschaften, das sie mit beiden Staatsexamina abschloss, studierte Negendanck Kunstgeschichte an der Katholischen Universität Eichstätt-Ingolstadt. Dort promovierte sie auch. Für ihre Arbeit über Die Galerie Ernst Arnold (1893–1951) erhielt sie im Rahmen des Dies academicus 1998 den Universitätspreis der KU Eichstätt verliehen.
Als Gründungsmitglied des Vereins FREUNDES-KREIS der Künstlergruppe „Der Kreis“ e. V., der zur Unterstützung der fränkischen Künstlervereinigung der KREIS e. V. aus der Taufe gehoben wurde, stand sie von 2001 bis 2007 als erste Vorsitzende und anschließend weitere sechs Jahre als Zweite Vorsitzende vor.
Ruth Negendanck arbeitete von 1982 bis 2019 als assoziierte Wissenschaftlerin am Germanischen Nationalmuseum, Nürnberg, und gilt als Spezialistin für Künstlerkolonien.

## Werke (Auswahl)
- Die Galerie Ernst Arnold (1893–1951). Kunsthandel und Zeitgeschichte, VDG, Weimar 1998, ISBN 3-932124-37-5.
- Elisabeth von Eicken. Malerin in Ahrenshoop und auf dem Fischland. Verlag Atelier im Bauernhaus, Fischerhude 2000, ISBN 3-88132-289-2.
- Hedwig Holtz-Sommer. Bilder, Aquarelle, Zeichnungen, Grafik. MCM ART Verlag, Berlin 2001, ISBN 3-9804945-6-X.
- Künstlerkolonie Ahrenshoop. Eine Landschaft für Künstler. Verlag Atelier im Bauernhaus, Fischerhude 2001, ISBN 3-88132-294-9.
- Anna Gerresheim. Ihr Weg nach Ahrenshoop. Verlag Atelier im Bauernhaus, Fischerhude 2002, ISBN 3-88132-085-7.
- Doris und Hans Emil Oberländer: Ein Künstlerpaar in Ahrenshoop. Verlag Atelier im Bauernhaus, Fischerhude 2003, ISBN 3-88132-079-2.
- Hiddensee. Die besondere Insel für Künstler. Verlag Atelier im Bauernhaus, Fischerhude 2005, ISBN 3-88132-288-4.
- Künstlerlandschaft Chiemsee. Verlag Atelier im Bauernhaus, Fischerhude 2008, ISBN 978-3-88132-286-7.
- mit Katrin Arrieta: Elisabeth von Eicken: malen und gestalten. MCM ART, Berlin 2011, ISBN 978-3-9811946-9-2.
- Brynolf Wennerberg (1866–1950): Maler – Zeichner – Gebrauchsgrafiker. Fischerhude 2012, ISBN 978-3-88132-366-6.
- mit Claus Pese: Zauberinsel Capri: Auf den Spuren deutschsprachiger Künstler. Wienand Verlag, Köln 2018, ISBN 978-3-86832-425-9.